# Giórgos Gerapetrítis
Giórgos Gerapetrítis (en grec moderne : Γιώργος Γεραπετρίτης), né le 26 juin 1967 à Kárpathos (Grèce), est un universitaire, avocat et homme politique grec. 
Membre du parti Nouvelle Démocratie, il est élu au Parlement grec lors des élections de 2019, réélu en mai et juin 2023. Il devient ministre d'État de la Grèce en 2019, puis ministre des Infrastructures et des Transports (en) de mars à mai 2023. À partir de juin 2023, il occupe la fonction de ministre des Affaires étrangères au sein du gouvernement Mitsotákis II.

## Biographie

### Jeunesse, études
Giórgos Gerapetrítis naît le 26 juin 1967 à Kárpathos, sur l'île du même nom, en Grèce et grandit dans la ville du Pirée. Il étudie le droit à l'université nationale et capodistrienne d'Athènes, avant d'obtenir un master puis un doctorat en droit, respectivement à l'université d'Édimbourg et à l'université d'Oxford.
De 1992 à 1994, Giórgos Gerapetrítis reçoit une bourse d'études de la Fondation hellénique des bourses d'études pour poursuivre des recherches de troisième cycle au Royaume-Uni, en France ou en Belgique. En 1995, il est lauréat d'une bourse Chevening du British Council pour devenir chercheur postdoctoral au Royaume-Uni. 

### Carrière professionnelle et académique
Giórgos Gerapetrítis est avocat de métier et membre du barreau du Pirée, plaidant devant le Conseil d'État grec, la Cour de justice de l'Union européenne et la Cour européenne des droits de l'homme. Il est spécialisé en droit public, droit de l'Union européenne, droit administratif, droit relatif aux droits de l'homme et droit des télécommunications.
Il est fellow (membre à titre honorifique) du Conseil d'État français. En 2012, il devient membre invité de l'Institute of Global Law and Policy de la faculté de droit de Harvard. De 2015 à 2016, Giórgos Gerapetrítis est invité à l'Institut de droit européen et comparé de l'université d'Oxford, ainsi qu'à l'Institut d'études juridiques avancées de l'université de Londres.
Depuis 2003, le futur ministre est professeur de droit constitutionnel à la faculté de droit de l'université d'Athènes. Il est également directeur du département de droit public et membre du rectorat de la faculté de droit depuis 2016. Giórgos Gerapetrítis est aussi chercheur à l'Institut de droit hellénique et étranger depuis 2004. 
Giórgos Gerapetrítis est directeur de recherche au sein de l'antenne grecque de Transparency International, de 2002 à 2007.

### Passage dans l'administration
De 2002 à 2003, Giórgos Gerapetrítis est conseiller juridique du ministre grec des Affaires étrangères. En 2006, il devient expert juridique du Conseil de l'Europe dans la coordination nationale dans les domaines du gouvernement local et de la législation. 
Il est de 2004 à 2008 le représentant du ministère au sein du Réseau européen pour l'amélioration de l'enseignement supérieur. De 2007 à 2010, il représente le ministère de la Justice grec au sein du Groupe d'États contre la corruption. Giórgos Gerapetrítis est également, de 2007 à 2008, le conseiller juridique du ministre de l'Éducation et des Cultes, avant d'exercer au même poste auprès du cabinet du Premier ministre de 2009 à 2010.

### Carrière politique
Lors des élections législatives grecques de 2019, il est élu député au sein de la 18e législature du Parlement grec, pour le parti Nouvelle Démocratie. Il est réélu lors des élections législatives de mai 2023 puis à l'issue de celles de juin 2023.
Le 9 juillet 2019, il est nommé ministre d'État auprès du Premier ministre Kyriákos Mitsotákis. Après la démission de Kostas Karamanlís à la suite de l'accident ferroviaire de Larissa, il devient le 1er mars 2023 ministre des Infrastructures et des Transports,,.

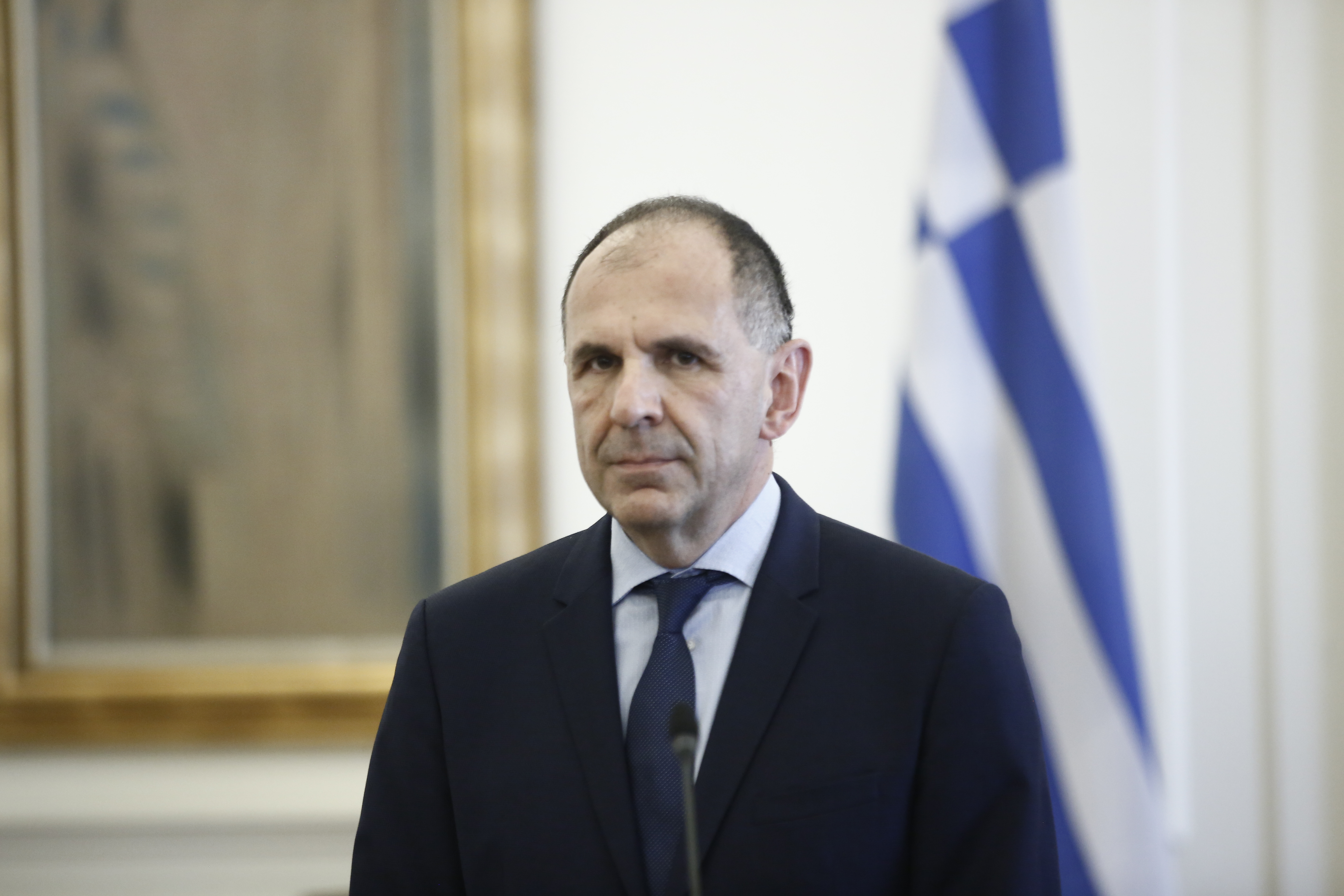
Giórgos Gerapetrítis après sa nomination comme ministre des Affaires étrangères, le 27 juin 2023.

Après les élections législatives grecques de juin 2023 qui donnent une majorité absolue à Nouvelle Démocratie, le gouvernement Mitsotákis II est constitué le 27 juin 2023. Giórgos Gerapetrítis est nommé ministre des Affaires étrangères. Son premier voyage officiel est organisé à Chypre.

## Positions politiques
Giórgos Gerapetrítis est membre du parti Nouvelle Démocratie. Il est considéré comme un proche allié du Premier ministre. Euractiv souligne sa volonté d'améliorer les relations entre la Grèce et la Turquie. Il est en faveur de l'intégration de la Finlande et de la Suède dans l'OTAN. Soutenant l'aide à l'Ukraine face à l'invasion russe, il appelle à la restauration de son intégrité territoriale.

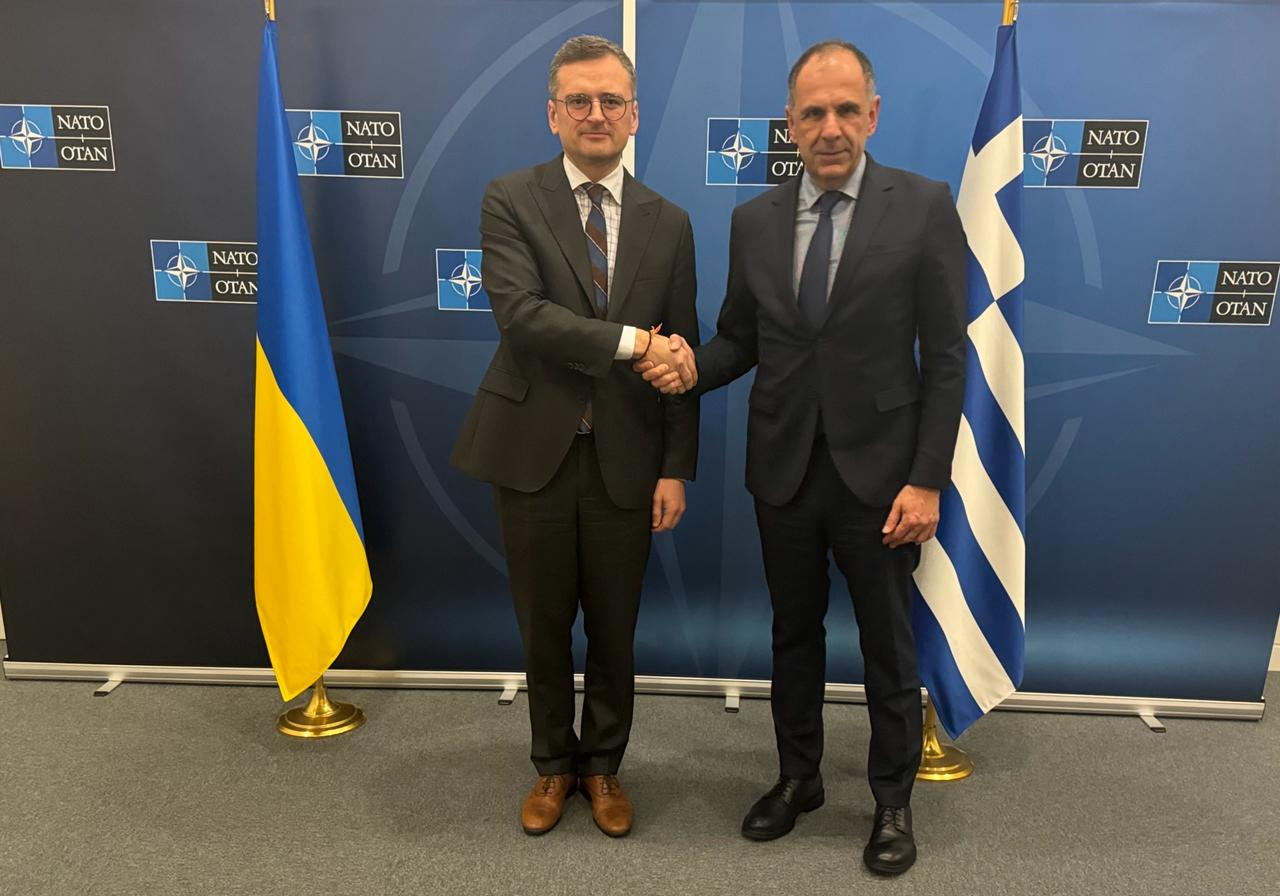
Giórgos Gerapetrítis avec Dmytro Kouleba le 3 avril 2024.

En novembre 2023, dans le cadre de la controverse avec le Royaume-Uni, il se prononce en faveur du retour en Grèce des marbres d'Elgin, pris sur le Parthénon par Lord Elgin au début du XIXe siècle et conservés au British Museum. Il déclare que « l'unification des sculptures du Parthénon est une revendication reposant non seulement sur l'histoire, non seulement sur la justice, mais aussi sur une revendication de valeurs culturelles œcuméniques ».

## Vie privée
Giórgos Gerapetrítis est marié à une avocate du nom d'Alexandra Gourzi. Ils ont deux enfants, Emelia et Aliki.